# 右旋安非他命
右旋安非他命（INN：dexamfetamine，USAN：dextroamphetamine）是强力中樞神經兴奋剂，也是苯丙胺（“安非他命”） 的对映异构体，是注意力不足過動症（ADHD）和發作性嗜睡病的处方药。常见商品名为 Dexedrine。
此外也存在一些滥用，如：被用作提升运动员能力的兴奋剂，或作一种益智药，同时人们在享乐时也将其用作春药和产生欣快感的药。以往，空军也将右旋安非他命广泛用作“抗睡丸”，在诸如夜间轰炸之类的容易疲倦的任务中使用。第二次世界大战期间，该药物也被用来治疗疲倦。

## 脚注
1. ↑  其他英文名称：dexamphetamine （AAN（英语：Australian Approved Name））、dexamfetamine （BAN（英语：British Approved Name））、(S)-amphetamine、(+)-amphetamine、D-amphetamine。